# Parapanesthia pearsoni
Parapanesthia pearsoni är en kackerlacksart som beskrevs av Walker, J. A., Rugg och Rose 1994. Parapanesthia pearsoni ingår i släktet Parapanesthia och familjen jättekackerlackor. Inga underarter finns listade i Catalogue of Life.